# 细谐鱼
细谐鱼（学名：Dipterygonotus leucogrammicus）为谐鱼科细谐鱼属的鱼类。分布于印度洋非洲东岸、东至澳大利亚、新西兰、北至中国、南至印度尼西亚以及台湾海峡等。